# 7 Canis Majoris b
7 Canis Majoris b (7 CMa b, HD 47205 b, Ni² Canis Majoris b) – egzoplaneta typu gazowy olbrzym krążąca wokół pomarańczowego olbrzyma 7 Canis Majoris o typie widmowym K1 III. Układ odległy jest od Ziemi o około 64,6 lat świetlnych.

## Odkrycie
7 CMa b została odkryta w grudniu 2011 roku metodą pomiaru prędkości radialnych macierzystej gwiazdy w programie badawczym Pan-Pacific Planet Search przy użyciu teleskopu AAT w Obserwatorium Siding Spring. Program miał na celu zbadanie gwiazd typu podolbrzym o wysokiej metaliczności. Planeta 7 CMa b była pierwszym odkryciem tego programu.

## Charakterystyka
7 CMa b jest gazowym olbrzymem o masie około 1,85 MJ (588 M⨁). Okrąża swoją gwiazdę macierzystą po lekko ekscentrycznej orbicie o mimośrodzie 0,06 w średniej odległości 1,758 AU. Pełny obieg wokół 7 Canis Majoris zajmuje planecie około 735 dni.